# Der Tod wartet (2008)
Der Tod wartet (Originaltitel: Appointment with Death) ist eine Langfolge aus der elften Staffel der britischen Fernsehserie Agatha Christie’s Poirot aus dem Jahr 2008 von Ashley Pearce. Es handelt sich um die Verfilmung des gleichnamigen Romans von Agatha Christie aus dem Jahr 1938. Der Film wurde in Casablanca und El Jadida in Marokko gedreht.
Es ist bereits die zweite Verfilmung, die erste wurde mit Sir Peter Ustinov als Rendezvous mit einer Leiche 1988 veröffentlicht.

## Handlung
In der Hitze der syrischen Wüste suchen der exzentrische englische Archäologe Lord Greville Boynton und sein Sohn Leonard die letzte Ruhestätte von Johannes dem Täufer. Sie werden von Lord Boyntons zweiter Ehefrau, einer dominanten und reichen Amerikanerin, und von deren Adoptivkindern Raymond, Carol und Jinny, begleitet. Hercule Poirot macht Urlaub in Syrien und beobachtet gemeinsam mit einigen anderen Gästen die Ausgrabungen, die plötzlich vom Tod Lady Boyntons überschattet werden. Jeder der Verdächtigen hat einen guten Grund, sie zu töten, aber nur Poirot ahnt, wer ihren Tod so sehr herbeisehnte, dass er zur Tat schritt. Dies äußert er auch gegenüber einem Colonel: „Wissen Sie, mon ami, es sind die kleinen grauen Zellen, sie flüstern Poirot etwas zu.“ Die Abgründigkeit des Falls wird allerdings auch Poirot erst bewusst, als es für einen versöhnlichen Ausgang zu spät ist.
Die Verfilmung weicht von der Romanvorlage stark ab:
- Der zentrale Schauplatz wurde von Petra in eine Ausgrabung in Syrien verschoben, wo Lord Boynton nach dem Kopf von Johannes dem Täufer sucht.
- Neue Personen wurden hinzugefügt: zum Beispiel Lord Boynton, Nanny Taylor und Schwester Agnieszka.
- Einige Personen wurden weggelassen: zum Beispiel Nadine Boynton und Miss Pierce.
- Auch der Hintergrund des Opfers wird verändert: Im Buch ist Mrs. Boynton eine tyrannische Sadistin, die als Gefängniswärterin arbeitete. Im Film ist sie immer noch eine Sadistin, die es zu finanziellem Reichtum gebracht hat. Weil sie jedoch keine eigenen Kinder bekommen konnte, adoptierte sie Waisenkinder, die sie alle quälte und misshandelte bzw. die Nanny dazu beauftragte.
- Damit wird auch das Motiv für den Mord völlig geändert, so dass der berühmte Satz „I’ve never forgotten anything – not an action, not a name, not a face.“ („Ich vergesse niemals etwas, keine Handlung, keinen Namen und kein Gesicht.“) belanglos wird. Im Roman hat er jedoch eine Schlüsselfunktion.

## Belege
1. ↑   Freigabebescheinigung für Der Tod wartet. Freiwillige Selbstkontrolle der Filmwirtschaft, Juni 2013 (PDF; Prüfnummer: 139 355 V).